# (4818) Elgar
(4818) Elgar est un astéroïde de la ceinture principale.

## Description
(4818) Elgar est un astéroïde de la ceinture principale. Il fut découvert le 1er mars 1984 à la station Anderson Mesa par Edward L. G. Bowell. Il présente une orbite caractérisée par un demi-grand axe de 2,26 UA, une excentricité de 0,13 et une inclinaison de 2,5° par rapport à l'écliptique.
Cet astéroïde est nommé en hommage au compositeur britannique Edward Elgar.

## Compléments